# The Kissworld Tour
The Kissworld Tour bylo koncertní turné americké rockové skupiny Kiss po Severní Americe a Evropě. Na koncertech používala skupina kostýmy z období Creatures of the Night.

## Seznam písní
1. Deuce
2. Love Gun
3. Shout It Out Loud
4. I Love It Loud
5. Hide Your Heart
6. Crazy Crazy Nights
7. Firehouse
8. Flaming Youth
9. Cold Gin
10. Shock Me (Tommy solo)
11. War Machine (Gene chrlí krev a letí)
12. Say Yeah
13. Lick It Up
14. Let Me Go, Rock 'n' Roll
15. Psycho Circus (Paul letí na scénu B)
16. Black Diamond

### Přídavky
1. Detroit Rock City
2. I Was Made for Lovin' You
3. Rock and Roll All Nite

## Turné v datech
| Datum             | Město                 | Stát                   | Místo konání                          |                 |                 |
| Severní Amerika   | Severní Amerika       | Severní Amerika        | Severní Amerika                       | Severní Amerika | Severní Amerika |
| ----------------- | --------------------- | ---------------------- | ------------------------------------- | --------------- | --------------- |
| 22. února 2017    | Tulsa                 | Spojené státy americké | The Joint at Hard Rock Hotel & Casino |                 |                 |
| 24. února 2017    | Thackerville          | Spojené státy americké | WinStar World Casino                  |                 |                 |
| 25. února 2017    | New Orleans           | Spojené státy americké | Endymion Extravaganza                 |                 |                 |
| 21. dubna 2017    | Reno                  | Spojené státy americké | Grand Sierra Resort                   |                 |                 |
| 22. dubna 2017    | Laughlin              | Spojené státy americké | Laughlin Event Center                 |                 |                 |
| Evropa            |                       |                        |                                       |                 |                 |
| 1. května 2017    | Moskva                | Rusko                  | Olympijský Stadion                    |                 |                 |
| 4. května 2017    | Helsinky              | Finsko                 | Hartwall Arena                        |                 |                 |
| 6. května 2017    | Stockholm             | Švédsko                | Nikon at Jones Beach Theater          |                 |                 |
| 7. května 2017    | Oslo                  | Norsko                 | Oslo Spektrum                         |                 |                 |
| 9. května 2017    | Horsens               | Dánsko                 | Forum Horsens                         |                 |                 |
| 10. května 2017   | Göteborg              | Švédsko                | Scandinavium                          |                 |                 |
| 12. května 2017   | Dortmund              | Německo                | Westfalenhalle                        |                 |                 |
| 13. května 2017   | Stuttgart             | Německo                | Schleyerhalle                         |                 |                 |
| 15. května 2017   | Turín                 | Itálie                 | Pala Alpitour                         |                 |                 |
| 16. května 2017   | Bologna               | Itálie                 | Unipol Arena                          |                 |                 |
| 18. května 2017   | Mnichov               | Německo                | Olympiahalle                          |                 |                 |
| 20. května 2017   | Brno                  | Česko                  | Brněnské výstaviště                   |                 |                 |
| 21. května 2017   | Vídeň                 | Rakousko               | Wiener Stadthalle                     |                 |                 |
| 23. května 2017   | Frankfurt nad Mohanem | Německo                | Festhalle Frankfurt                   |                 |                 |
| 24. května 2017   | Rotterdam             | Holandsko              | Ahoy Rotterdam                        |                 |                 |
| 27. května 2017   | Glasgow               | Skotsko                | The SSE Hydro                         |                 |                 |
| 28. května 2017   | Birmingham            | Anglie                 | Barclaycard Arena                     |                 |                 |
| 31. května 2017   | Londýn                | Anglie                 | O2 Arena                              |                 |                 |
| Severní Amerika   |                       |                        |                                       |                 |                 |
| 14. července 2017 | Bridgeview            | Spojené státy americké | Chicago Open Air                      |                 |                 |
| 15. července 2017 | Hinckley              | Spojené státy americké | Grand Casino Hinckley Amphitheater    |                 |                 |
| 18. srpna 2017    | Orillia               | Kanada                 | Casino Rama Resort                    |                 |                 |
| 19. srpna 2017    | Niagara Falls         | Spojené státy americké | Seneca Niagara Resort & Casino        |                 |                 |
| 20. srpna 2017    | Aurora                | Spojené státy americké | RiverEdge Park                        |                 |                 |
| 27. září 2017     | Irving                | Spojené státy americké | Irving Music Factory                  |                 |                 |
| 28. září 2017     | Rogers                | Spojené státy americké | Walmart Arkansas Music Pavilion       |                 |                 |
| 30. září 2017     | Gretna                | Spojené státy americké | Gretna Heritage Festival              |                 |                 |
| Evropa            |                       |                        |                                       |                 |                 |
| 7. července 2018  | Barcelona             | Španělsko              | Barcelona Rock Fest                   |                 |                 |
| 8. července 2018  | Madrid                | Španělsko              | WiZink Center                         |                 |                 |
| 10. července 2018 | Lisabon               | Portugalsko            | Oeiras Municipal Stadium              |                 |                 |
| 12. července 2018 | Cordoba               | Španělsko              | Plaza De Toros                        |                 |                 |
| 14. července 2018 | Viviero               | Španělsko              | Resurrection Festival                 |                 |                 |

## Sestava
- Paul Stanley – rytmická kytara, zpěv
- Gene Simmons – basová kytara, zpěv
- Tommy Thayer – sólová kytara, zpěv
- Eric Singer – bicí, zpěv